# Phillip Omondistadion
Het Phillip Omondistadion is een multifunctioneel stadion in Kampala, de hoofdstad van Oeganda. Het stadion wordt onder andere gebruikt voor voetbalwedstrijden. Er is plaats voor 1000 toeschouwers. In 2016 werd in de dit stadion kunstgras gelegd. Het stadion is vernoemd naar Phillip Omondi (1957–1999), een Oegandese voetbalspeler die ook voor het nationale elftal uitkwam.